# Мин Сюй (цзянцзюнь)
Мин Сюй ( кит. 明绪   неизв. - 1866), – маньчжур рода нол, красного знамени с каймой империи Цин.

## Биография
В 1860 г. – тарбагатайский цаньцзань дачэнь. Вместе с Мин И участвовал в русско-китайских переговорах о границе на западном участке. В 1862 г. назначен илийским цаньцзань дачэнем, в 1864 г. – илийским цзяньцзюнем. Безуспешно пытался в 1864-1864 гг. подавить восстание мусульман, также не дождался помощи от России. Некоторые его письма в Россию переводил Ч.Валиханов, находясь в ауле султана Тезека. Летом 1866 г. погиб (по другим сведениям – покончил с собой), окруженный повстанцами.